# Frances Abington
Frances "Fanny" Abington, född som Frances Barton 1737, död 4 mars 1815, var en brittisk skådespelerska. 

## Biografi
Abington var dotter till en menig soldat och hon inledde sin karriär med att sjunga och sälja blommor på gatorna. Som piga åt en fransk modist lärde hon sig franska och inhämtade kunskap om kläder.
Sin scendebut gjorde Abington 1755 som Miranda i Susanna Centlivres pjäs Busybody på Haymarket i London. På rekommendation av Samuel Foote anslöt hon sig året därpå till the Drury Lane company där hon agerade i skuggan av Hannah Pritchard och Kitty Clive. 
Efter att ha gift sig med sin musiklärare James Abington kallas hon 1759 på affischerna för "Mrs Abington". Sitt genombrott fick hon på Irland som Lady Townley i The provok'd husband av Vanbrugh och Cibber.
Efter fem år på Irland återvände hon, på enträgen inbjudan från David Garrick, till Drury Lane, där hon verkade i arton år. Hon blev där den första skådespelaren att spela mer än trettio stora roller. 
Hon spelade Shakespeares hjältinnor Beatrice, Portia, Desdemona och Ofelia, men också komediroller som Miss Hoyden, Biddy Tipkin, Lucy Lockit och Miss Prue.
År 1782 lämnade Abington Drury Lane till förmån för Covent Garden. Hon avslutade sin karriär 1790, med en tvåårig comeback 1797–1799.
Trots sin enkla bakgrund erhöll Abbington genom sin framåtanda, charm och sitt förstånd en framstående social position. Hennes stil kopierades av såväl enskilda som av modeskapare, och en hatt hon använde blev spridd som the Abington cap.

## Utmärkelser
Nedslagskratern Abington på planeten Venus är uppkallad efter henne.